# 紅頸平頭葉蚤屬
紅頸平頭葉蚤屬（学名：Bikasha collaris）为金花蟲科平頭葉蚤屬下的一个种。